# Auxelles-Bas
Ne doit pas être confondu avec Auxelles-Haut.
Auxelles-Bas (en franc-comtois Ossarre-Bé) est une commune française située dans le département du Territoire de Belfort, la région culturelle et historique de Franche-Comté et la région administrative Bourgogne-Franche-Comté.
Auxelles-Bas est administrativement rattachée au canton de Giromagny.

## Géographie
Le village est situé au pied des Vosges du sud, à la limite du département de la Haute-Saône.
C'est une des 189 communes du Parc naturel régional des Ballons des Vosges.

### Climat
Pour des articles plus généraux, voir Climat de la Bourgogne-Franche-Comté et Climat du Territoire de Belfort.
En 2010, le climat de la commune est de type climat de montagne, selon une étude du Centre national de la recherche scientifique s'appuyant sur une série de données couvrant la période 1971-2000. En 2020, Météo-France publie une typologie des climats de la France métropolitaine dans laquelle la commune est exposée à un climat semi-continental et est dans la région climatique Vosges, caractérisée par une pluviométrie très élevée (1 500 à 2 000 mm/an) en toutes saisons et un hiver rude (moins de 1 °C).
Pour la période 1971-2000, la température annuelle moyenne est de 9,3 °C, avec une amplitude thermique annuelle de 17 °C. Le cumul annuel moyen de précipitations est de 1 511 mm, avec 13,3 jours de précipitations en janvier et 11,1 jours en juillet. Pour la période 1991-2020, la température moyenne annuelle observée sur la station météorologique de Météo-France la plus proche, « Plancher-les-Mines », sur la commune de Plancher-les-Mines à 4 km à vol d'oiseau, est de 9,8 °C et le cumul annuel moyen de précipitations est de 2 048,8 mm. 
La température maximale relevée sur cette station est de 37,5 °C, atteinte le 12 août 2003 ; la température minimale est de −23 °C, atteinte le 9 janvier 1985,,.
Les paramètres climatiques de la commune ont été estimés pour le milieu du siècle (2041-2070) selon différents scénarios d'émission de gaz à effet de serre à partir des nouvelles projections climatiques de référence DRIAS-2020. Ils sont consultables sur un site dédié publié par Météo-France en novembre 2022.

## Urbanisme

### Typologie
Au 1er janvier 2024, Auxelles-Bas est catégorisée commune rurale à habitat dispersé, selon la nouvelle grille communale de densité à sept niveaux définie par l'Insee en 2022.
Elle est située hors unité urbaine. Par ailleurs la commune fait partie de l'aire d'attraction de Belfort, dont elle est une commune de la couronne,. Cette aire, qui regroupe 91 communes, est catégorisée dans les aires de 50 000 à moins de 200 000 habitants,.

### Occupation des sols
L'occupation des sols de la commune, telle qu'elle ressort de la base de données européenne d’occupation biophysique des sols Corine Land Cover (CLC), est marquée par l'importance des forêts et milieux semi-naturels (70,2 % en 2018), une proportion identique à celle de 1990 (70,2 %). La répartition détaillée en 2018 est la suivante : forêts (70,2 %), zones agricoles hétérogènes (16,6 %), prairies (9,4 %), zones urbanisées (3,8 %). L'évolution de l'occupation des sols de la commune et de ses infrastructures peut être observée sur les différentes représentations cartographiques du territoire : la carte de Cassini (XVIIIe siècle), la carte d'état-major (1820-1866) et les cartes ou photos aériennes de l'IGN pour la période actuelle (1950 à aujourd'hui).

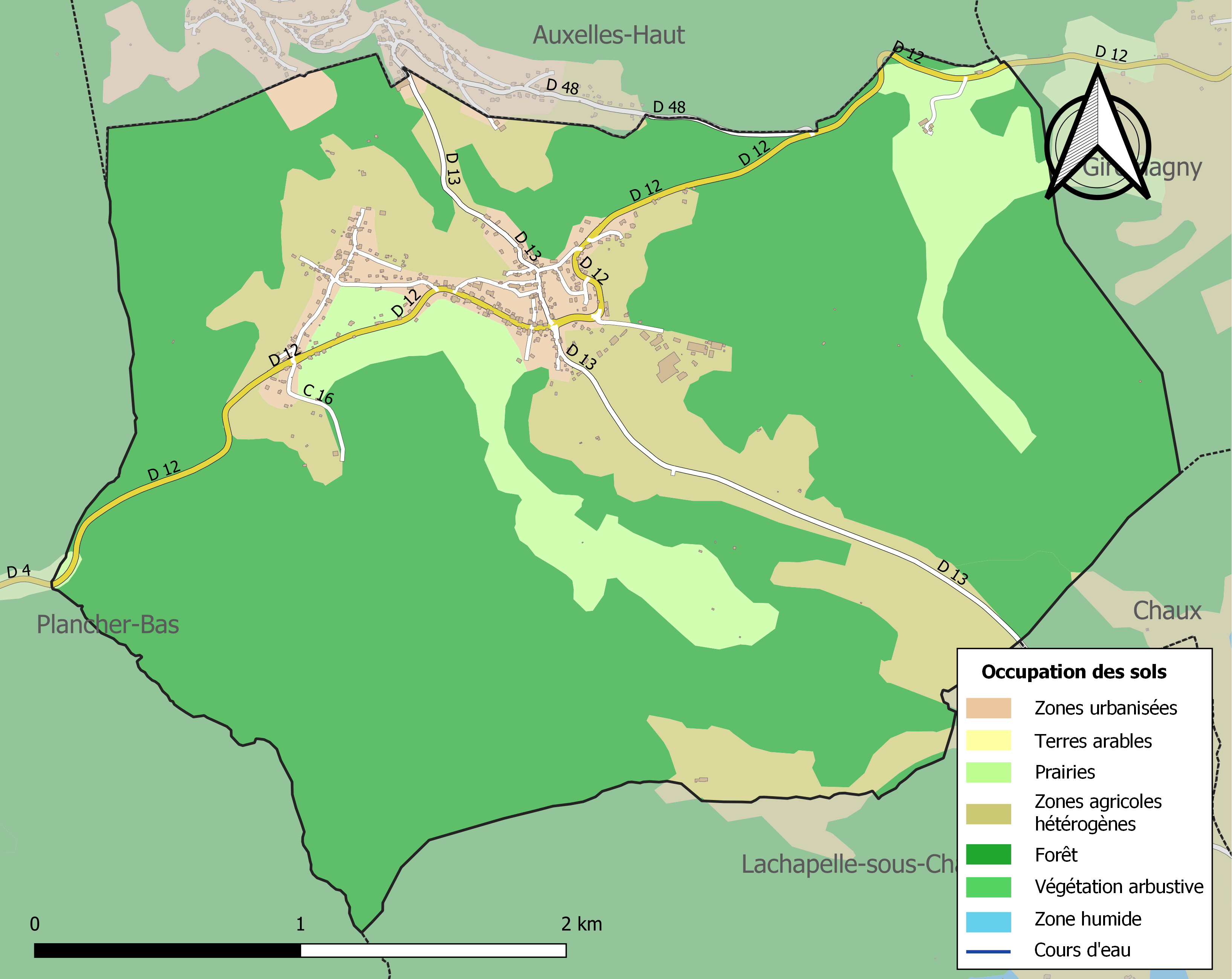
Carte des infrastructures et de l'occupation des sols de la commune en 2018 (CLC).

## Toponymie
Le nom du village (Axella, Ascella, Accella, Assel...) n'est cité qu'à partir de 1130.
- Aucelle (1282), Assel (1628), Auselle/Auxelle (1655).
- En allemand : Nieder-Assel[14].

## Histoire
Il est vraisemblable que le site ait été habité dès l'époque romaine puisqu'il se trouvait au carrefour de la voie Langres-Strasbourg qui longeait le massif vosgien par le sud et la voie venant de Mandeure en longeant la vallée de la Savoureuse.
D'ailleurs, un petit dépôt monétaire contenant notamment deux aurei romains fut mis au jour sur le territoire de la commune dans le courant du XIXe siècle (réf. RAE).
Le fief d'Auxelles appartenait à Thierry de Montbéliard qui en fit don à Nicolas d'Auxelles au XIIe siècle. En 1520, c'est une possession des comtes de Ferrette qui le conserveront jusqu'à la Révolution. En 1569, le village d'Auxelles est partagé en deux parties : Auxelles-Bas et Auxelles-Haut. Le château, qui avait été édifié à partir du XIIIe siècle, fut incendié pendant la guerre de Dix Ans, en 1635 et démantelé au XVIIIe siècle par les habitants qui en recyclèrent les pierres dans leurs constructions personnelles.
Le massif des Vosges du sud recèle des filons métallifères qui furent exploités dès la fin du XIVe siècle. C'est surtout le minerai de plomb argentifère (galène) qui est extrait et traité sur place, la forêt fournissant le bois nécessaire au boisage des galeries et l'énergie pour les fonderies. Plusieurs galeries et puits importants ont été creusés sur le territoire de la commune. Cette activité a été un facteur important de développement du piémont vosgien jusqu'au XVIIe siècle. Après une période de déclin qui dura jusqu'à la Révolution, l'industrie se développa à nouveau au XIXe siècle avec l'installation d'un tissage à bras vers 1824. En 1882, on dénombrait 130 métiers à tisser à bras pour le coton, un moulin à tan (écorce de chêne réduite en poudre pour les tanneries) et trois moulins à blé.
Au XIIIe siècle, le village fait partie de la paroisse de Chaux. En 1590, il est considéré comme rattaché à celle de Lachapelle-sous-Chaux. Le château d'Auxelles possédait alors une chapelle qui sera désaffectée dans le milieu du XVIIIe siècle. L'église actuelle, construite au début des années 1870, est consacrée à sainte Catherine.
En 1881, Auxelles-Bas comptait 720 habitants.

## Politique et administration

### Liste des maires

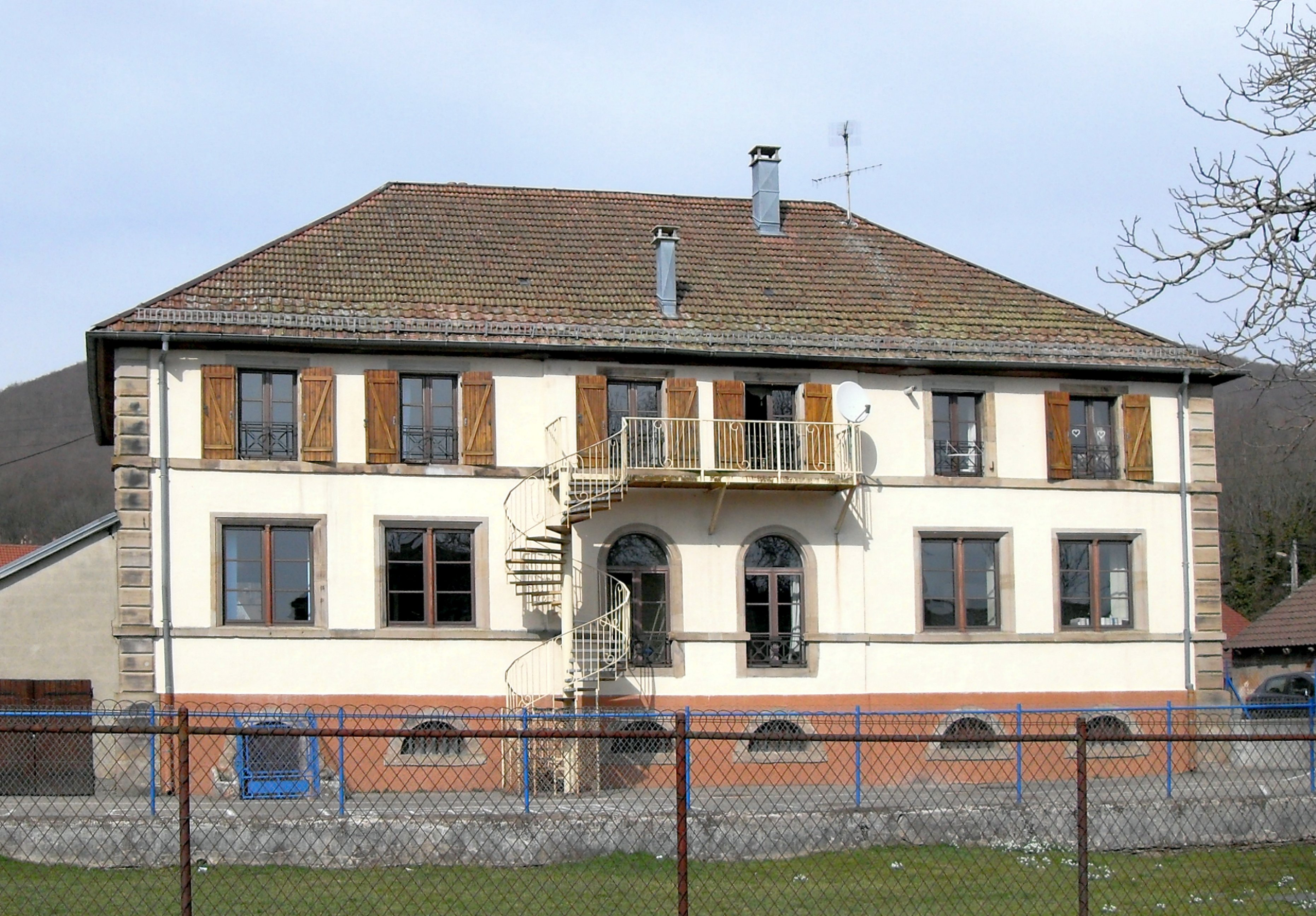
La mairie-école.

| Période                                  | Période       | Identité            | Étiquette | Qualité |
| ---------------------------------------- | ------------- | ------------------- | --------- | ------- |
| Les données manquantes sont à compléter. |               |                     |           |         |
| mars 2001                                | novembre 2011 | Bernard Tritter     |           |         |
| novembre 2011                            | 23 mai 2020   | Dominique Chipeaux  |           |         |
| 23 mai 2020                              | En cours      | Jonathan Grosclaude |           |         |

### Budget et fiscalité 2015
En 2015, le budget de la commune était constitué ainsi :
- total des produits de fonctionnement : 431 000 €, soit 864 € par habitant ;
- total des charges de fonctionnement : 313 000 €, soit 628 € par habitant ;
- total des ressources d’investissement : 93 000 €, soit 186 € par habitant ;
- total des emplois d’investissement : 127 000 €, soit 255 € par habitant ;
- endettement : 210 000 €, soit 420 € par habitant.

Avec les taux de fiscalité suivants :
- taxe d’habitation : 11,96 % ;
- taxe foncière sur les propriétés bâties : 20,01 % ;
- taxe foncière sur les propriétés non bâties : 84,81 % ;
- taxe additionnelle à la taxe foncière sur les propriétés non bâties : 0,00 % ;
- cotisation foncière des entreprises : 0,00 %.

## Population et société

### Démographie
L'évolution du nombre d'habitants est connue à travers les recensements de la population effectués dans la commune depuis 1793. Pour les communes de moins de 10 000 habitants, une enquête de recensement portant sur toute la population est réalisée tous les cinq ans, les populations de référence des années intermédiaires étant quant à elles estimées par interpolation ou extrapolation. Pour la commune, le premier recensement exhaustif entrant dans le cadre du nouveau dispositif a été réalisé en 2006.

En 2022, la commune comptait 422 habitants, en évolution de −9,44 % par rapport à 2016 (Territoire de Belfort : −2,78 %, France hors Mayotte : +2,11 %).
| 1793 | 1800 | 1806 | 1821 | 1831 | 1836 | 1841 | 1846 | 1851 |
| ---- | ---- | ---- | ---- | ---- | ---- | ---- | ---- | ---- |
| 465  | 507  | 560  | 636  | 777  | 794  | 760  | 741  | 798  |

| 1856 | 1861 | 1866 | 1872 | 1876 | 1881 | 1886 | 1891 | 1896 |
| ---- | ---- | ---- | ---- | ---- | ---- | ---- | ---- | ---- |
| 760  | 778  | 785  | 701  | 720  | 686  | 650  | 686  | 684  |

| 1901 | 1906 | 1911 | 1921 | 1926 | 1931 | 1936 | 1946 | 1954 |
| ---- | ---- | ---- | ---- | ---- | ---- | ---- | ---- | ---- |
| 694  | 764  | 664  | 524  | 520  | 503  | 432  | 329  | 340  |

| 1962 | 1968 | 1975 | 1982 | 1990 | 1999 | 2006 | 2011 | 2016 |
| ---- | ---- | ---- | ---- | ---- | ---- | ---- | ---- | ---- |
| 321  | 283  | 325  | 361  | 353  | 461  | 469  | 481  | 466  |

| 2021 | 2022 | - | - | - | - | - | - | - |
| ---- | ---- | - | - | - | - | - | - | - |
| 432  | 422  | - | - | - | - | - | - | - |

## Culture locale et patrimoine

### Lieux et monuments

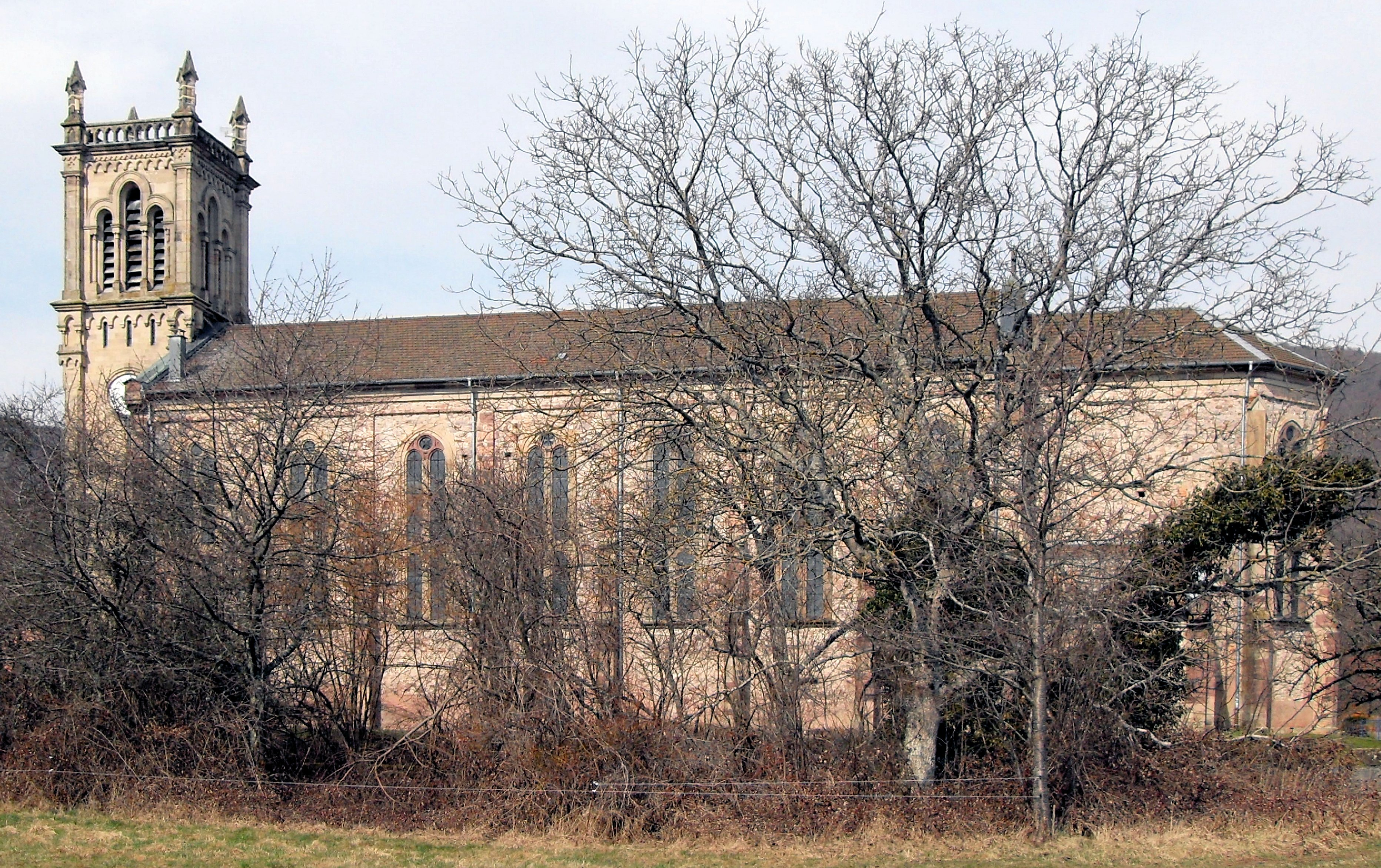
L'église Sainte-Catherine, côté sud.
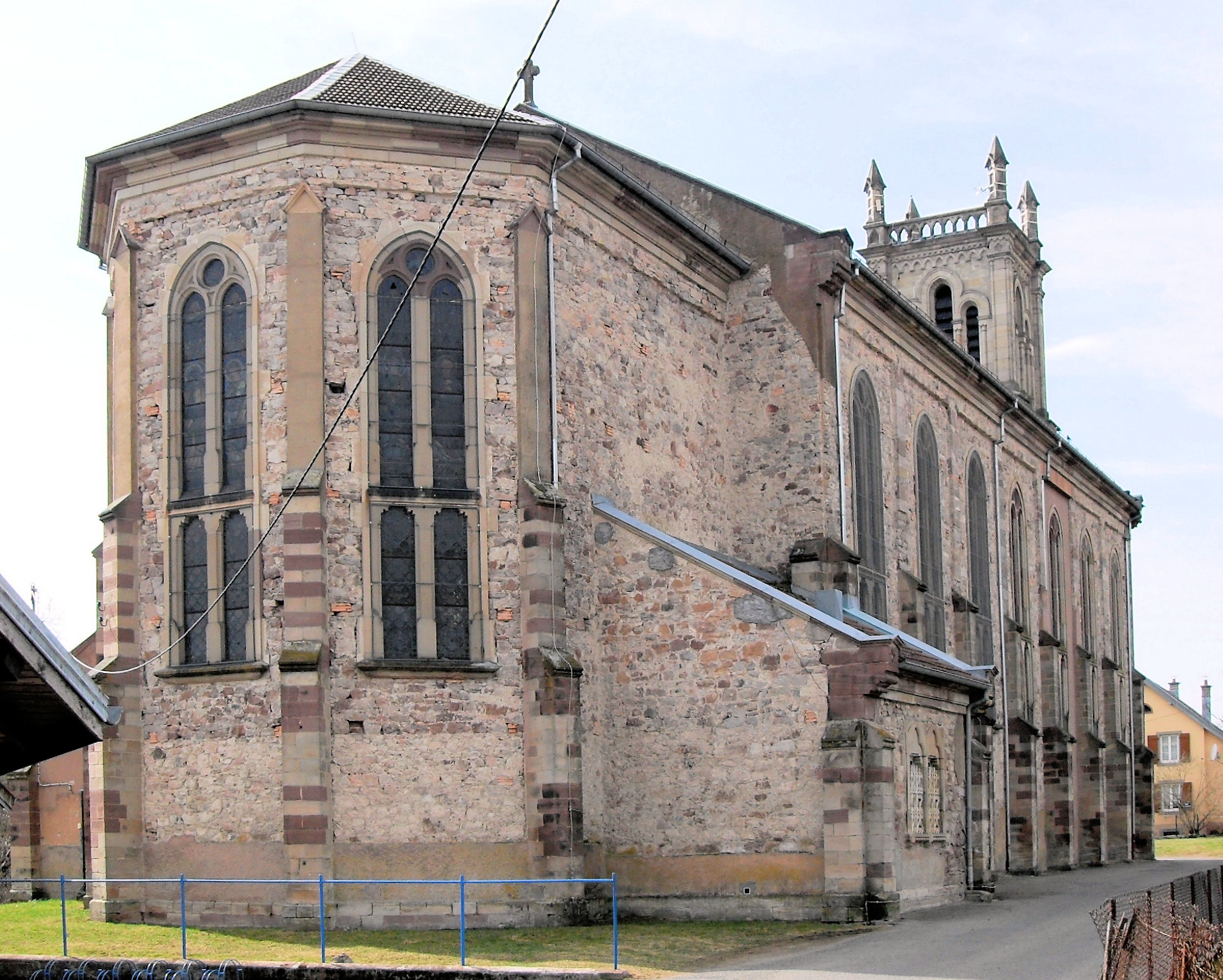
L'église Sainte-Catherine, côté nord-est.
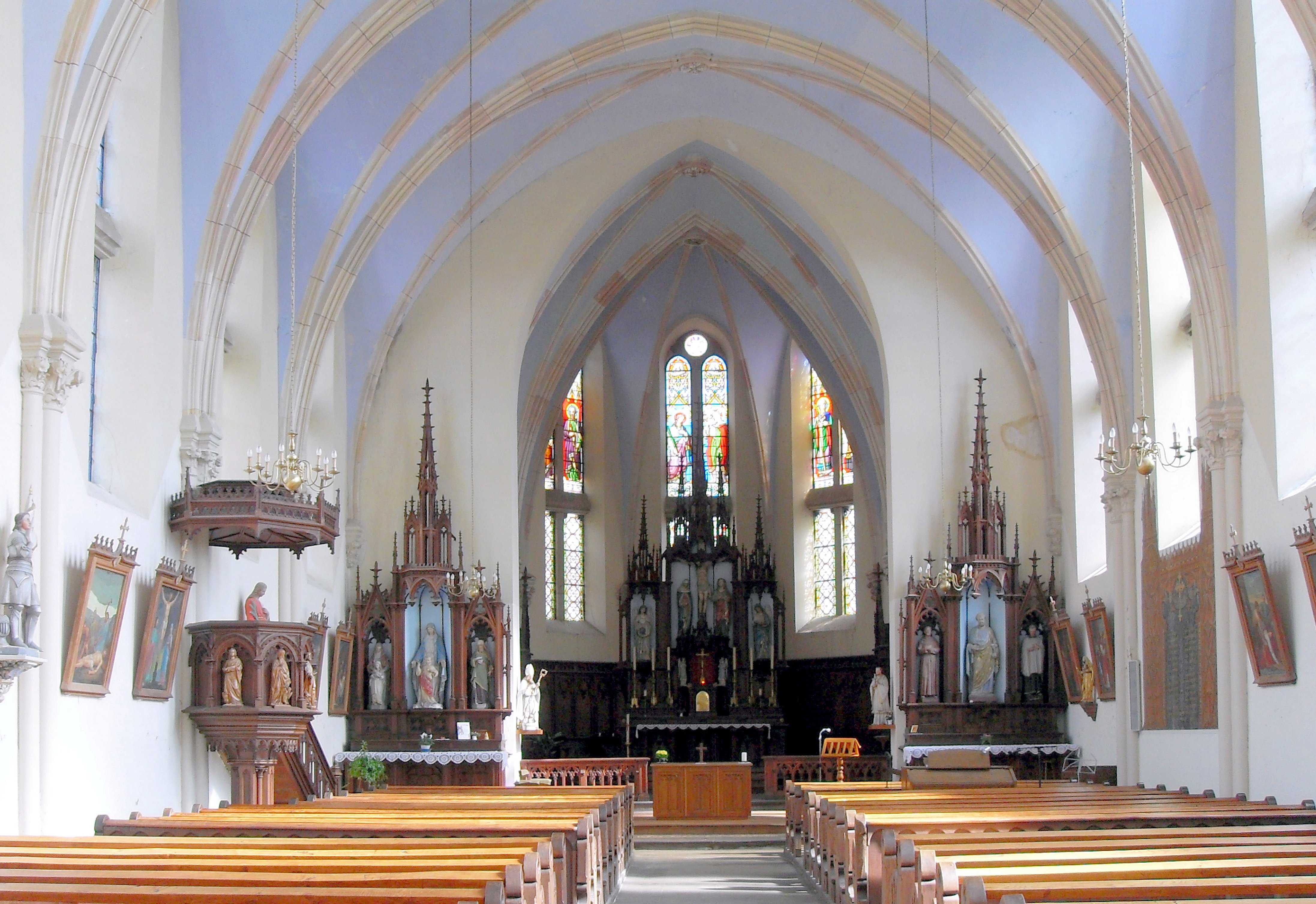
L'église à l'intérieur.

- Vestiges du château d'Auxelles. Situé au bord d'une falaise d'où il dominait la vallée du Rhôme, il était protégé sur l'avant par un fossé semi-circulaire probablement lié à une construction primitive du type de la motte castrale. Ce fossé présente encore une profondeur de six mètres par endroits et douze mètres de largeur.

Une enceinte maçonnée dont on voit encore des vestiges, avait un mètre de largeur et surplombait ce fossé. Cette enceinte ne semble pas avoir été flanquée de tour, d'après les vestiges que l'on peut analyser de nos jours. Le tout était dominé par une tour, le donjon, établie sur une petite croupe rocheuse et qui devait vraisemblablement constituer l'essentiel de la construction et la principale fortification.
Qualifié de burgstall en 1458, c'est-à-dire château ruiné, cet ensemble castral modeste fut vraisemblablement détruit en même temps que la forteresse de Rougemont-le-château, soit vers 1365/1375. Ces masures furent abattues au cours de la guerre de Dix Ans. Par la suite, les villageois d'alentour se chargèrent de récupérer les pierres au fil des ans, et achevèrent ainsi de ruiner cette forteresse médiévale.
- L'église Sainte-Catherine.
- Tissage de coton Boigeol, puis Warnod-Boigeol, puis le Rhôme, puis Licotex, puis brosserie Kibros, puis salle des fêtes[20].
- Le fort de Giromagny ou fort Dorsner[21].
- Monuments commémoratifs[22].

### Héraldique
|  | Les armes de la commune se blasonnent ainsi : parti : au premier d'or à trois bandes de gueules; au second de sable au lion d'argent couronné d’or, armé et lampassé de gueules. |

## Pour approfondir